# Погромное (село, Оренбургская область)
Погромное — село в Тоцком районе Оренбургской области Российской Федерации. Административный центр Погроминского сельсовета.

## География
Село Погромное расположено в западной части Оренбургской области, на левом берегу реки Погромки (притока Самары, бассейна Волги), в 14,5 км к северо-западу от районного центра, села Тоцкого. Ближайший населённый пункт: практически примыкающий к селу с севера одноимённый станционный посёлок ниже по левому берегу Погромки.

## История
В 1736 году был основан Погроминский редут, положивший начало селу Погромному.
В 1777 году ясачные крестьяне и пахотные солдаты Ставропольского уезда обратились в Оренбургскую губернскую канцелярию с просьбой разрешить им поселиться в описанном месте около реки Погромка и основать здесь деревню. 31 марта 1777 года такое всемилостивое  разрешение желающим переселиться было получено. В 1781 году в Погромном была образована волость.
Во время войны 1812 года село Погромное было перевалочной базой для пленных французов, которых отправляли в ссылку в город Оренбург.
В годы Гражданской войны в окрестностях села происходили многочисленные военные столкновения.
В 1918 году на базе начальной школы, действовавшей ещё до Октябрьской революции, была открыта начальная школа.
14 июля 1920 года из села Погромного выступили взбунтовавшиеся против политики военного коммунизма части Красной Армии, провозгласившие себя 1-й Красной Армией «Правды».
В июне 1921 года на окраине села Погромного произошёл бой отряда чекистов во главе с А.Ф. Силиным и отрядами банды Сарафанкина. Силы были не равны и, несмотря на мужество, почти все чекисты и их командир погибли.
В 1927 году на станции Погромное построили деревянный элеватор с 4-мя механическими ларями.
В 1927 году Погроминская школа преобразована в школу колхозной молодёжи (семилетка).
В 1928 году в селе Погромном была образована МТС, которая обслуживала все колхозы округи.
В 1936 году в Погромном был образован фельдшерско-акушерский пункт, который обслуживал сёла Погромное, Воробьёвку, Жидиловку, Медведку, посёлок Докучаево.
Во время Великой Отечественной войны на фронт из села Погромного ушло 400 человек, домой вернулось менее половины.
В 1946 году на месте поповского дома была открыта Погроминская участковая больница.
В 1984 году в центре села Погромного возведён памятник и установлены мемориальные доски с именами погибших односельчан в годы Великой Отечественной войны.

## Интересные факты
В годы Великой Отечественной войны жители села Погромного сдали миллион рублей, на которые было куплено 9 самолётов. На крыльях этих самолётов было написано «Погроминский колхозник». Семья И. П. Болотина сдала 170 000 рублей. На эти деньги был куплен самолёт, на крыльях  которого было написано «Иван Болотин». На имя колхозников поступила благодарственная телеграмма.

## Достопримечательности
3 ноября 1971 года на окраине села Погромного Тоцкого района на месте братской могилы погибших в 1921 году чекистов был открыт памятник – обелиск героям-чекистам, погибшим в годы гражданской войны. Ежегодно 1 июня сотрудники территориального отделения ФСБ отмечают свой профессиональный праздник у памятника героям-чекистам в селе Погромном.

## Население
К 1917 году в селе Погромном насчитывалось более 700 жителей.
| 2010 |
| ---- |
| 702  |

## Инфраструктура
В селе имеется средняя общеобразовательная школа на 192 места, врачебная амбулатория на 25 посещений в день, отделение психоневрологического реабилитационного диспансера города Бузулука, Центр досуга, библиотека, почтовое отделение связи. Также имеется частная АЗС, два кафе, 5 магазинов.

## Религия
В 2003 году открыта часовня, освященная в честь апостолов Петра и Павла.
В 2007 году, после пристройки алтаря, часовня стала церковью.